# Síndrome MELAS
Síndrome MELAS (encefalomiopatía mitocondrial, acidosis láctica y episodios parecidos a un accidente cerebrovascular) es un tipo de patología mitocondrial (otras son la neuropatía óptica hereditaria de Leber y el síndrome MERRF). Se caracterizó por primera vez bajo este nombre en 1984.
Una característica de estas enfermedades es que están causadas por defectos en el genoma mitocondrial, que se hereda exclusivamente de la madre. El síndrome se puede manifestar en ambos sexos.

## Etiología
El trastorno está causado por mutaciones en el gen  MT-TL1 del ADN mitocondrial, el cual codifica para el  ARNtLeu(UUA/UUG). En el 80% de los casos la mutación es un cambio de nucleótido de A-G en la posición 3243 de este gen. Las mutaciones también pueden estar presentes en otros genes mitocondriales, especialmente en MT-

## Signos y síntomas
Los primeros síntomas se manifiestan normalmente entre los dos y diez años de edad. Los síntomas más comunes además de la triada característica son; migraña, vómitos, demencia, epilepsia, sordera, ataxia, retinosis pigmentaria, cardiomiopatía, disfunción tubular renal proximal y miopatía.  La intolerancia al ejercicio y la debilidad en las extremidades proximales pueden ser las primeras manifestaciones. Las convulsiones suelen estar asociadas a episodios semejantes a apoplejías  de hemiparesia transitoria o ceguera cortical. Estos episodios semejantes a apoplejía  pueden estar asociados con  la alteración de la conciencia, y suelen ser recurrentes. Los efectos de estos episodios van a ir deteriorando gradualmente las habilidades motoras, mentales y la visión; ya sea en la adolescencia o en la edad adulta. También es común la pérdida auditiva neurosensorial. Cada persona lo sufre de manera diferente porque cada caso afecta órganos de su cuerpo en particular. Su inicio ocurre a cualquier edad, sin embargo, los episodios suelen "estallar" cuando la persona es un adulto joven o de mayor edad.

## Herencia
MELAS es causada por mutaciones en el ADN mitocondrial y se transmite por herencia materna. La madre normalmente presenta la mutación y puede o no manifestar síntomas. Un hombre con la mutación es incapaz de transmitirlo a la descendencia solo en casos muy extraños . Una mujer enferma o no, transmite la mutación a toda su descendencia.

## Diagnóstico
Se realiza biopsia muscular, en búsqueda de fibras rojo rasgadas.
Mediante RMN (resonancia magnética nuclear), presencia de infartos corticales occipitales bilaterales pueden indicar una patología mitocondrial.

## Tratamiento
No existe un tratamiento exclusivo para MELAS, sino que existen tratamientos individuales para los síntomas.  La pérdida auditiva es tratada mediante un implante coclear y las convulsiones responden a terapias anti convulsivas tradicionales.  Para tratar la diabetes siguen dietas específicas y terapia con insulina.
En algunos individuos la coenzima Q10 y análogos han sido efectivos para prevenir las primeras manifestaciones.